# Хекхаузен, Хайнц
Хайнц Хекхаузен (нем. Heinz Heckhausen; 24 марта 1926, Бармен, Рейнская провинция — 30 августа 1988) — немецкий психолог, профессор Рурского университета в Бохуме, занимавшийся проблемой движущих сил поведения человека.

## Биография
Хайнц Хекхаузен родился в семье торговца текстилем Макса Хекхаузена. С 1947 года он учился Мюнстерском университете, где под руководством Вольфганга Мецгера защитил магистерскую (1954) и позднее докторскую (1962) работу
Хекхаузен как учёный сформировался в рамках школы гештальтпсихологии. Его научный руководитель и наставник Вольфганг Мецгер был одним из немногих крупных гештальтпсихологов (наряду с такими представителями второго поколения гештальтпсихологии как Эдвин Рауш и Курт Готтшальдт), который остался в Германии после войны. Особенно сильное влияние на научные поиски Хекхаузена оказали две книги: «Исследования личности» Генри Мюррея и «Намерение, воля и потребность» Курта Левина.
В 1960-е годы Хекхаузен вёл методическую работу по стандартизации Тематического апперцептивного теста (ТАТ) Мюррея с целью точной диагностики мотивации достижения. С 1964 по 1982 годы Хекхаузен был профессором психологии в Бохумском университете и директором исследовательского института. Его особым интересом была мотивация достижения и её развитие в детстве.
В 1970-e гг. Хекхаузен работал над созданием общей феноменологической теории волевого действия, ставшую известной как «Модель Рубикона». Эта модель позволила осуществить «научную реабилитацию» понятия воля. Работа над данной проблемой была продолжена его учеником Питером Гольвитцером и с тех пор была взята на вооружение многими исследователями мотивационных процессов. Его книга «Мотивация и деятельность» (Motivation und Handeln, 1980) оказала значительное влияние на исследования и преподавание психологии мотивации. В 1986 году издательством «Педагогика» эта книга была опубликована на русском языке. В целом, для отечественной психологии близка школа Курта Левина, поэтому научная деятельность Хекхаузена не осталась без внимания его коллег из СССР.
Хекхаузен был главой Института психологических исследований Макса Планка в Мюнхене в 1982 году и участвовал в его создании вместе с Францем Эмануэлем Вайнертом. С 1980 по 1982 год Хекхаузен был президентом Немецкого психологического общества, а с 1985 по 1987 год — председателем Немецкого научного совета.
Хайнц Хекхаузен скончался от опухоли мозга в 1988 году, до последнего дня продолжая работать над новым изданием своего фундаментального руководства по психологии мотивации. Сложно переоценить вклад, внесённый им в развитие данной области психологии. Описание многих мотивационных эффектов и феноменов, а также большой диапазон его исследовательской деятельности подарили психологии мотивации множество перспектив для дальнейшего развития.

## Основные публикации

### на русском языке
- Мотивация и деятельность. — М.: Педагогика, 1986. — 392 с.
- Психология мотивации достижения. — СПб.: Речь, 2001. — 256 с.
- Мотивация и деятельность / 2-е изд. — СПб.: Питер; М.: Смысл, 2003. — 860 с. (Мастера психологии)

### на других языках
- 1967 The Anatomy of achievement motivation. Academic Press, New York
- 1974 Motivationsforschung. Band 2. Leistung und Chancengleichheit. (Hrsg.) Göttingen: Verlag für Psychologie.
- 1980 Motivationsforschung. Band 9. Fähigkeit und Motivation in erwartungswidriger Schulleistung. (Hrsg.) Göttingen: Verlag für Psychologie
- 1980 Motivation und Handeln. Lehrbuch der Motivationspsychologie. Springer, Berlin (weit. Auflagen 1985 bis 2010), 4., überarb. und erw. Aufl. von Jutta Heckhausen, Springer, Berlin & Heidelberg 2010
- 1987 mit P. M.Gollwitzer & F. E. Weinert (Hrsg.): Jenseits des Rubikon. Der Wille in den Humanwissenschaften. Springer, Berlin ISBN 3540173730 oder ISBN 0387173730